# Voltes V: Legacy
Voltes V: Legacy es una serie de televisión filipina producida y emitida por GMA Network desde el 8 de mayo de 2023. Está protagonizada por Miguel Tanfelix, Radson Flores, Matt Lozano, Raphael Landicho y Ysabel Ortega.

## Elenco

### Personajes principales
- Miguel Tanfelix como Steve Armstrong
- Radson Flores como Mark Gordon
- Matt Lozano como Robert "Big Bert" Armstrong
- Raphael Landicho como "Little Jon" Armstrong
- Ysabel Ortega como Jamie Robinson

### Personajes secundarios
- Martin del Rosario como Zardoz
- Liezel Lopez como Zandra
- Epy Quizon como Zuhl
- Carlo Gonzales como Draco
- Dennis Trillo como Hrothgar / Ned Armstrong
- Carla Abellana como Mary Ann Collins Armstrong
- Gabby Eigenmann como Oscar Robinson
- Neil Ryan Sese como Hook
- Albert Martinez como Richard Smith
- Christian Vasquez como Zambojil
- Carlos Siguion Reyna como emperador de Boazania
- Max Collins como Rozalia
- Ryan Eigenmann como Baron Zander
- Chanda Romero como Contessa
- Nico Antonio como Oslack
- Jamie Wilson como Garth
- Kimson Tan como Tadao
- Migs Villasis como Apable
- Joaquin Manansala como Edwards
- Angela Alarcon como Kelly
- Sophia Senoron como Ally
- Julia Pascual como Anna
- Crystal Paras como Judy
- Elle Villanueva como Eva Sanchez
- Jamir Zabarte como Tomas
- Jon Lucas como Ignacio
- Dion Ignacio como Obgen
- Bibeth Orteza como Fadsa
- Juan Rodrigo como Baden
- Mike Lloren como Watson
- Brent Valdez como Magus
- Kyle Ocampo como Amira
- Kokoy de Santos como Harvey Perez
- Sharmaine Arnaiz como Luisa